# Camponotus pilicornis
Camponotus pilicornis är en myrart som först beskrevs av Julius Roger 1859.  Camponotus pilicornis ingår i släktet hästmyror, och familjen myror.

## Underarter
Arten delas in i följande underarter:
- C. p. pilicornis
- C. p. siculus